# Sála
Sála (německy Saale, latinsky Salas) je řeka v Německu, která protéká spolkovými zeměmi Bavorsko, Durynsko a Sasko-Anhaltsko. Hned po Vltavě je to druhý nejvýznamnější přítok Labe. Délka řeky je 433,9 km. Plocha jejího povodí měří 24 079,1 km².
Starý slovanský název řeky Sola, Solawa odkazuje na solné prameny, které na jejích březích vyvěrají, zejména v oblasti od Halle k Magdeburku, v zemském okrese Salzland.

## Průběh toku
Pramení ve Smrčinách u obce Zell im Fichtelgebirge v nadmořské výšce 728 m ve spolkové zemi Bavorsko. Dále protéká přes Durynskou rovinu v hluboké lesnaté dolině (Durynsko). Pod Naumburgem (Sasko-Anhaltsko) pokračuje nížinou, přičemž její povodí zahrnuje i část Saska a také malou část České republiky prostřednictvím řeky Weiße Elster, která pramení v Ašském výběžku. Do Labe ústí u města Barby v nadmořské výšce 49,5 m.

### Větší přítoky
- Schwesnitz, zprava, ř. km ?
- Rokytnice (německy Südliche Regnitz), zprava, ř. km ?
- Schwarza, zleva, ř. km ?
- Ilm, zleva, ř. km 181,3
- Unstrut, zleva, ř. km 161,8
- Bílý Halštrov (německy Weiße Elster) pramenící u Aše, zprava, ř. km 102,7
- Wipper, zleva, ř. km 37,7
- Fuhne, zprava, ř. km 33,7
- Bode, zleva, ř. km 27,6

## Vodní režim
Průměrný průtok v ústí činí 117 m³/s, přičemž u Naumburgu je to 60 m³/s. Nejvyšších úrovní hladiny dosahuje v zimě a na jaře.

## Využití
Vodní doprava je možná od Naumburgu v délce 175 km. Od Halle je řeka regulovaná a nachází se na ní přibližně 20 zdymadel. Na řece byly vybudovány vodní elektrárny (Grafenward, Beliloch). Na řece leží města
Hof, Saalfeld, Rudolstadt, Jena, Naumburg, Weißenfels, Merseburg,
Halle, Bernburg, Calbe.